# دم اسمان
دم اسمان، روستایی از توابع بخش مرکزی شهرستان گلپایگان در استان اصفهان ایران است.
اين روستا نرم افزار اختصاصي به نام گلسار دارد كه مردمان اين روستا مي توانند برنامه گلسار را از بازار دانلود كنند اين نرم افزار براي خريد و فروش هاي منطقه تعريف شده است.  برخلاف دیگر روستاها  شغل اکثر این روستاییان راننده کامیونی است. از آخرین فوتی های این روستا می‌توان به مرحوم خاتون شفاعت اشاره کرد.

## جمعیت
این روستا در دهستان جلگه قرار دارد و براساس سرشماری مرکز آمار ایران در سال ۱۳۸۵، جمعیت آن ۳۴۸ نفر (۱۱۲خانوار) بوده‌است.